# Larachelus
Larachelus es un género extinto de tortugas que vivió entre el Hauteriviense tardío y el Barremiense temprano, durante el Cretácico en lo que hoy es España. Actualmente solo se conoce una especie: Larachelus morla.
Dos paleontólogos españoles, Adán Pérez y Xavier Murelaga han descrito una nueva especie de tortuga del Cretácico Inferior (hace 140-120 millones de años): Larachelus morla. Era una tortuga de hábitos terrestres y con un caparazón alto.
El nombre Larachelus alude a los Siete Infantes de Lara, el famoso romance medieval castellano del que deriva el nombre de la localidad de Salas de los Infantes. El nombre específico alude a Morla, la tortuga de la novela de Michael Ende “La Historia Interminable”, puesto que, tanto ese personaje de ficción como la nueva tortuga de Salas de los Infantes, comparten la presencia de un caparazón relativamente alto.
Larachelus se identifica como una tortuga relacionada con Cryptodira, el grupo que une a las actuales tortugas marinas, a los galápagos, y a las tortugas terrestres, así como a formas fósiles tales como Chitracephalus, o los géneros españoles Hoyasemys y Galvechelone (de Cuenca y Teruel respectivamente). Sin embargo, se reconoce como una especie más primitiva que todas ellas. Su estudio permite reconocer una elevada variedad morfológica en las tortugas del Cretácico Inferior de Europa, probablemente relacionada con la adaptación a múltiples funciones y modos de vida de estas especies dentro de los ecosistemas. Además, permite reconocer a España como el país europeo con mayor diversidad de quelonios de ese lapso temporal.